# غریب‌آباد (کوه سفید)
غریب‌آباد روستایی در دهستان کوه سفید بخش مرکزی شهرستان خاش استان سیستان و بلوچستان ایران است.

## جمعیت
بر پایه سرشماری عمومی نفوس و مسکن در سال ۱۳۹۵ جمعیت این مکان ۱۷۲ نفر (۴۷خانوار) بوده‌است.